# Greenwood (circonscription britanno-colombienne)
Pour les articles homonymes, voir Greenwood.
Circonscription électorale provinciale du Canada
Greenwood est une ancienne circonscription provinciale de la Colombie-Britannique représentée à l'Assemblée législative de la Colombie-Britannique de 1903 à 1924.

## Géographie
La circonscription représentait la ville et la région autour de Greenwood, près de Grand Forks.
La circonscription apparaît à la suite de l'augmentation de la population de la région de la circonscription de West Kootenay South causée par le développement des mines d'argent et de galène. Les circonscriptions de Slocan, Kaslo, Rossland, Grand Forks, Nelson City et Ymir apparaissent aussi durant cette période.

## Liste des députés
| Législature                                                               | Années    | Député    | Député                 | Parti        |
| Greenwood                                                                 | Greenwood | Greenwood | Greenwood              | Greenwood    |
| ------------------------------------------------------------------------- | --------- | --------- | ---------------------- | ------------ |
| 10e                                                                       | 1903–1907 |           | John Robert Brown      | Libéral      |
| 11e                                                                       | 1907–1909 |           | George Ratcliffe Naden | Libéral      |
| 12e                                                                       | 1909–1912 |           | John Robert Jackson    | Conservateur |
| 13e                                                                       | 1912–1916 |           | John Robert Jackson    | Conservateur |
| 14e                                                                       | 1916–1920 |           | John Duncan MacLean    | Libéral      |
| 15e                                                                       | 1920–1924 |           | John Duncan MacLean    | Libéral      |
| Circonscription fusionnée à Grand Forks pour former Grand Forks-Greenwood |           |           |                        |              |